# Campeonato Russo de Futebol de 2011–12
O Campeonato Russo de Futebol de 2011-12 foi o vigésimo torneio desta competição. Participaram dezesseis equipes. Foi a primeira vez que a liga russa foi jogada pelo sistema do calendário europeu (iniciando no verão de 2011 e terminando no verão de 2012). O campeão e o vice se classificam para a Liga dos Campeões da UEFA de 2012-13. O terceiro, o quarto, o quinto e o sexto colocados se classificam para a Liga Europa da UEFA de 2012-13. Dois clubes caem e dois são ascendidos diretamente, enquanto duas vagas são disputadas por um torneio de promoção. Os clubes FC Sibir Novosibirsk e FC Alania Vladikavkaz foram rebaixados na temporada passada.

## Participantes
| Equipe                   | Cidade           | Região                   | No ano anterior                                                       | Estádio                     | Capacidade | Títulos                                           | Participações |
| ------------------------ | ---------------- | ------------------------ | --------------------------------------------------------------------- | --------------------------- | ---------- | ------------------------------------------------- | ------------- |
| PFC CSKA Moscovo         | Khamovniki       | Moscovo                  | Vice Campeão                                                          | Estádio Lujniki             | 81.000     | 3 (2003, 2005, 2006)                              | 20            |
| Spartak Moscovo          | Presnensky       | Moscovo                  | Quarto Lugar                                                          | Estádio Lujniki             | 81.000     | 9 (1992, 1993, 1994, 1996,1997, 1998, 1999, 2000) | 20            |
| Dínamo Moscovo           | Aeroport         | Moscovo                  | Sétimo Lugar                                                          | Estádio Dínamo de Moscou    | 36.540     | 0 (não possui)                                    | 20            |
| Lokomotiv Moscovo        | Preobrazhenskoye | Moscovo                  | Quinto Lugar                                                          | Estádio Lokomotiv de Moscou | 30.000     | 2 (2002, 2004)                                    | 20            |
| FC Krilia Sovetov Samara | Samara           | Oblast de Samara         | Décimo Terceiro Lugar                                                 | Estádio Metallurg           | 33.320     | 0 (não possui)                                    | 20            |
| FC Zenit São Petersburgo | Petrogrado       | São Petersburgo          | Campeão                                                               | Estádio Petrovsky           | 21.570     | 2 (2007, 2010)                                    | 17            |
| FC Rubin Kazan           | Cazã             | Tartaristão              | Terceiro Lugar                                                        | Estádio Central de Cazã     | 28.500     | 2 (2008, 2009)                                    | 9             |
| FC Amkar Perm            | Perm             | Krai de Perm             | Décimo Quarto Lugar                                                   | Estádio Zvezda              | 19.500     | 0 (não possui)                                    | 8             |
| FC Tom Tomsk             | Tomsk            | Oblast de Tomsk          | Oitavo Lugar                                                          | Estádio Trud                | 15.000     | 0 (não possui)                                    | 7             |
| PFC Spartak Nalchik      | Nalchik          | Cabárdia-Balcária        | Sexto Lugar                                                           | Estádio Spartak             | 14.400     | 0 (não possui)                                    | 6             |
| FC Terek Grozny          | Grózni           | Chechênia                | Décimo Segundo Lugar                                                  | Estádio Sultan Bilimkhanov  | 10.500     | 0 (não possui)                                    | 5             |
| FC Rostov                | Rostov do Don    | Oblast de Rostov         | Nono Lugar                                                            | Estádio Rostselmash         | 15.840     | 0 (não possui)                                    | 18            |
| FC Anji Makhachkala      | Mahackala        | Daguestão                | Décimo Primeiro Lugar                                                 | Estádio Dínamo              | 15.200     | 0 (não possui)                                    | 4             |
| FC Kuban Krasnodar       | Krasnodar        | Krai de Krasnodar        | Campeão do Campeonato Russo de Futebol de 2010 - Segunda Divisão      | Estádio Kuban               | 32.000     | 0 (não possui)                                    | 5             |
| FC Volga Nijni Novgorod  | Níjni Novgorod   | Oblast de Níjni Novgorod | Vice Campeão do Campeonato Russo de Futebol de 2010 - Segunda Divisão | Estádio Lokomotiv           | 17.856     | 0 (não possui)                                    | 1             |
| FC Krasnodar             | Krasnodar        | Krai de Krasnodar        | Acesso pelo Campeonato Russo de Futebol de 2010 - Segunda Divisão     | Estádio Kuban               | 32.000     | 0 (não possui)                                    | 1             |

## Regulamento
O campeonato foi disputado no sistema de pontos corridos em turno e returno em grupo único.  Ao final, oito clubes são classificados para um octogonal de disputa do título e os outros oito vão para um "torneio da morte". Dois são rebaixados diretamente e dois vão para um torneio de promoção, juntamente com o terceiro e o quarto lugar do Campeonato Russo de Futebol de 2011-12 - Segunda Divisão. Neste torneio de promoção, dois são rebaixados e dois são ascendidos para o Campeonato Russo de Futebol de 2012-13.

## Primeira Fase
Classificados para o octogonal: Zenit, Kuban, Rubin, Anji, CSKA, Dínamo, Spartak, Lokomotiv (os últimos quatro de Moscovo).

Classificados para o "torneio da morte": Krasnodar, Rostov, Terek, Volga, Amkar, Krilia, Spartak de Nalchik e Tom.

## Segunda Fase
Zenit foi o campeão e classificou-se para a Liga dos Campeões da UEFA de 2012-13, junto com o vice, Spartak de Moscovo.
CSKA Moscovo, Dínamo de Moscovo, Rubin e Anji foram classificados para a Liga Europa da UEFA de 2012-13.
Tom e Spartak de Nalchik foram rebaixados para o Campeonato Russo de Futebol de 2012-13 - Segunda Divisão.
Rostov e Volga foram classificados para o Torneio de Promoção e Permanência.

## Torneio de Promoção
| Equipe                  | Cidade         | Região                   | No ano anterior                                                      | Estádio             | Capacidade | Títulos        | Participações |
| ----------------------- | -------------- | ------------------------ | -------------------------------------------------------------------- | ------------------- | ---------- | -------------- | ------------- |
| FC Volga Nijni Novgorod | Níjni Novgorod | Oblast de Níjni Novgorod | Décimo Quarto Lugar na Primeira Divisão                              | Estádio Lokomotiv   | 17.856     | 0 (não possui) | 1             |
| FC Nijni Novgorod       | Níjni Novgorod | Oblast de Níjni Novgorod | Acesso pelo Campeonato Russo de Futebol de 2011-12 - Segunda Divisão | Estádio do Norte    | 3.180      | 0 (não possui) | 1             |
| FC Shinnik Iaroslavl    | Iaroslavl      | Oblast de Iaroslavl      | Acesso pelo Campeonato Russo de Futebol de 2011-12 - Segunda Divisão | Estádio Shinnik     | 22.000     | 0 (não possui) | 1             |
| FC Rostov               | Rostov do Don  | Oblast de Rostov         | Décimo Terceiro Lugar na Primeira Divisão                            | Estádio Rostselmash | 15.840     | 0 (não possui) | 1             |

Rostov e Volga foram promovidos; Níjni Novgorod e Shinnik foram rebaixados.

## Campeão
| Campeão Russo de 2011-12           |
| ---------------------------------- |
| FC Zenit São Petersburgo 3° Título |